# 蔡茂雄性侵少年案
蔡茂雄性侵少年案，是2005年6月臺灣臺北縣（今新北市）爆發的性醜聞案件。時任民主進步黨汐止市黨部主任委員蔡茂雄被揭發曾性侵害或猥褻3名12歲至15歲不等的男孩，引發社會輿論譁然。由於蔡茂雄是民進黨地方黨部幹部，犯案地點甚至就在該黨汐止市黨部內，這起事件也成為政治醜聞，影響民進黨聲譽。蔡茂雄被以《中華民國刑法》「強制性交罪」、「趁機性交罪」等罪名起訴。歷經多年訴訟，中華民國最高法院於2011年6月15日駁回蔡茂雄上訴，蔡茂雄有罪定讞，合併應執行13年有期徒刑。

## 案情
蔡茂雄時任民主進步黨汐止市黨部（鄉鎮市區黨部自2010年6月22日起依《民主進步黨黨章》第九條規定停止運作）主任委員，負責統籌民進黨在汐止地區的組織發展，包括行政、選舉事務等，在當地頗有政治影響力。案發時蔡茂雄53歲，已婚並育有2個已成年的女兒。蔡茂雄過去就曾因強暴男童被起訴，只是當時《中華民國刑法》強制性交罪還不是非告訴乃論；蔡茂雄與受害男童家長私下和解後，受害男童家長撤回告訴，法院也判他無罪。
本案被害者A、B、C都是逃家少年，就讀於臺北縣某國民中學。根據《聯合報》報導，受害最深的A少年於2004年7月剛從國民小學畢業時，在汐止市某便利商店被蔡茂雄搭訕。隔日，蔡茂雄開車載A少年到金山鄉（今金山區）泡溫泉，並在旅館對A少年肛交。A少年出身於單親家庭，因為不滿父親的管教方式而逃家；蔡茂雄便將他留宿於民進黨汐止市黨部2樓，每隔2、3天便對A少年肛交一次，有時更將跳蛋塞入A少年肛門取樂，並採摘汐止市黨部所種植的蘆薈作為潤滑劑使用。
其後，蔡茂雄經A少年介紹，認識與A少年同齡（12歲）的B少年及年紀較長的C少年（15歲）。2004年9月某日，蔡茂雄讓A、B少年一同留宿民進黨汐止市黨部，灌醉B少年後，脫掉B少年和自己的衣物，用自己的陰莖摩蹭B少年臀部猥褻得逞。接著，蔡茂雄邀請A、B、C三名少年留宿民進黨汐止市黨部，趁C少年熟睡的時候脫掉他的衣物，用猥褻B少年的方式猥褻C少年得逞。無論A、B、C少年，都是在明確拒絕、未表示意願或無法表示意願的情況下，被蔡茂雄性侵害或猥褻得逞。
除了強暴、猥褻少年外，蔡茂雄還誘拐A少年吸食安非他命，安非他命是《毒品危害防制條例》第二級毒品，無論持有或吸食都有罪；而為了讓A少年每次性交時不會反抗，蔡茂雄還會以肢體暴力強迫A少年服從。之後，A少年把蔡茂雄提供毒品、施加肢體暴力的部分告訴朋友蘇姓少女（15歲）；蘇姓少女便找蔡茂雄理論，卻遭蔡茂雄打傷臉部。此外，在強暴、猥褻、毆打3名少年的過程中，蔡茂雄都會拍攝他們的裸照，存放在民進黨提供給他的辦公室電腦裡，成為日後檢察官起訴的證據。

## 輿論反應
2005年6月24日，臺灣主要報紙《自由時報》、《聯合報》、《聯合晚報》、《中國時報》、《中央日報》和《中華日報》以頭版報導方式揭露蔡茂雄性侵少年案，引起輿論譁然。案件之所以爆發，是因為蔡茂雄固定給予A少年每日新臺幣300元至500元不等的零用錢，作為A少年的生活費和封口費；而A少年的父親偶然發現兒子購物時出手闊綽，追問之下，才發現蔡茂雄的行徑，並向臺灣士林地方法院檢察署告發。檢察官於是指揮內政部警政署刑事警察局偵辦調查，並傳喚B、C少年訊問案情，確認A少年所述無誤且B、C少年也曾受害後，於同年6月23日在蔡茂雄的住處將他拘提到案。
因蔡茂雄為地方重要政治人物，身分敏感，新聞媒體立刻在隔日（6月24日）大篇幅報導本案，並採訪各界人士發表評論。《中國時報》援引匿名地方人士評論指出，蔡茂雄的孌童癖在當地早有傳聞；該名地方人士曾在某個晚上到民進黨汐止市黨部找蔡茂雄，卻撞見蔡茂雄與一名男孩只穿內褲坐在辦公室裡。《聯合晚報》則報導，蔡茂雄的鄰居也指控，蔡茂雄猥褻他的孫子，並企圖用錢誘拐男孩。《中央日報》則指出，蔡茂雄曾多次恐嚇A少年與其父親，說他「在地方上黑白兩道都很熟」，能夠大事化小、小事化無；還找人跟蹤A少年上學，讓A少年心生恐懼。
除此之外，《蘋果日報》引述地方人士言論指控，蔡茂雄1991年時曾在五堵地區開設電動玩具店，吸引許多少年、男童前往；蔡茂雄便將安非他命研磨成粉末，放在空調通風口處，待室內少年、男童意識不清後，帶到其他房間性侵害。針對上述指控，蔡茂雄全盤否認，其委任律師更要求檢察官對A、B、C少年測謊。

## 影響
由於蔡茂雄利用其政治身分、在民進黨汐止市黨部辦公室內性侵未成年少年，輿論矛頭均指向民進黨，要求該黨出面負責。當時為執政黨的民進黨先是在案件爆發當日（6月24日）表示，若蔡茂雄被移送法辦，就會立刻開除他的黨籍；隔日（6月25日），民進黨再表示，臺北縣黨部已召開評議委員會，全體無異議通過開除蔡茂雄黨籍。時任民進黨秘書長李逸洋則向媒體承諾，中央黨部將修改黨務人員選舉辦法，制定排黑條款，有重大前科者一律不得擔任重要黨職幹部。就連時任總統府秘書長兼民進黨黨主席的蘇貞昌也批評，蔡茂雄是「害群之馬」，嚴重影響該黨聲譽，衝擊2005年臺北縣縣長選舉選情。
2005年，臺灣士林地方檢察署檢察官以《中華民國刑法》加重強制性交罪、趁機性交罪、對未成年人恐嚇罪、引誘少年吸食第二級毒品罪及傷害罪等罪名，對蔡茂雄提起公訴；2007年2月14日，臺灣士林地方法院作成有罪判決，蔡茂雄應執行16年有期徒刑，入監前還得做強制治療及毒品勒戒。針對刑責最重的加重強制性交罪與趁機性交罪，蔡茂雄提起上訴，主張A少年說謊、證人證詞不可信等；2011年6月15日，中華民國最高法院駁回蔡茂雄上訴，蔡茂雄有罪定讞，合併應執行13年有期徒刑。